# Gaediopsis mexicana
Gaediopsis mexicana là một loài ruồi trong họ Tachinidae.